# François Masson (homme politique)
Pour les articles homonymes, voir Masson et François Masson.
François Masson, né le 28 juillet 1845 à Merceuil (Côte-d'Or) et décédé le 19 mars 1923 à Lyon (Rhône), est un médecin et homme politique français.
Docteur en médecine en 1883, il est conseiller municipal de Lyon en 1892 et conseiller général. Il est député du Rhône de 1893 à 1898, inscrit au groupe radical-socialiste. Battu en 1898, il reprend ses activités médicales, se spécialisant dans l'ophtalmologie.

## Sources
- « François Masson (homme politique) », dans le Dictionnaire des parlementaires français (1889-1940), sous la direction de Jean Jolly, PUF, 1960 [détail de l’édition]
- « François Masson (homme politique) », sur Sycomore, base de données des députés de l'Assemblée nationale